# Japonais au Royaume-Uni
 (juin 2021).
La mise en forme du texte ne suit pas les recommandations de Wikipédia : il faut le « wikifier ».
Les points d'amélioration suivants sont les cas les plus fréquents. Le détail des points à revoir est peut-être précisé sur la page de discussion.
- Les titres sont pré-formatés par le logiciel. Ils ne sont ni en capitales, ni en gras.
- Le texte ne doit pas être écrit en capitales (les noms de famille non plus), ni en gras, ni en italique, ni en « petit »…
- Le gras n'est utilisé que pour surligner le titre de l'article dans l'introduction, une seule fois.
- L'italique est rarement utilisé : mots en langue étrangère, titres d'œuvres, noms de bateaux, etc.
- Les citations ne sont pas en italique mais en corps de texte normal. Elles sont entourées par des guillemets français : « et ».
- Les listes à puces sont à éviter, des paragraphes rédigés étant largement préférés. Les tableaux sont à réserver à la présentation de données structurées (résultats, etc.).
- Les appels de note de bas de page (petits chiffres en exposant, introduits par l'outil «  Source ») sont à placer entre la fin de phrase et le point final[comme ça].
- Les liens internes (vers d'autres articles de Wikipédia) sont à choisir avec parcimonie. Créez des liens vers des articles approfondissant le sujet. Les termes génériques sans rapport avec le sujet sont à éviter, ainsi que les répétitions de liens vers un même terme.
- Les liens externes sont à placer uniquement dans une section « Liens externes », à la fin de l'article. Ces liens sont à choisir avec parcimonie suivant les règles définies. Si un lien sert de source à l'article, son insertion dans le texte est à faire par les notes de bas de page.
- La présentation des références doit suivre les conventions bibliographiques. Il est recommandé d'utiliser les modèles {{Ouvrage}}, {{Chapitre}}, {{Article}}, {{Lien web}} et/ou {{Bibliographie}}. Le mode d'édition visuel peut mettre en forme automatiquement les références.
- Insérer une infobox (cadre d'informations à droite) n'est pas obligatoire pour parachever la mise en page.

Pour une aide détaillée, merci de consulter Aide:Wikification.
Si vous pensez que ces points ont été résolus, vous pouvez retirer ce bandeau et améliorer la mise en forme d'un autre article.
 (juin 2021).
Le contenu est difficilement compréhensible vu les erreurs de traduction, qui sont peut-être dues à l'utilisation d'un logiciel de traduction automatique.
Les Japonais au Royaume-Uni (日系イギリス人, Nikkei Igirisujin) comprennent des citoyens britanniques ou résidents permanents de naissance, d'ascendance ou de citoyenneté, ainsi que des professionnels d'affaires expatriés et leurs employés à court terme des visas d'emploi, étudiants, apprentis et jeunes participant au Plan de mobilité des jeunes parrainé par le gouvernement britannique.

## Contexte

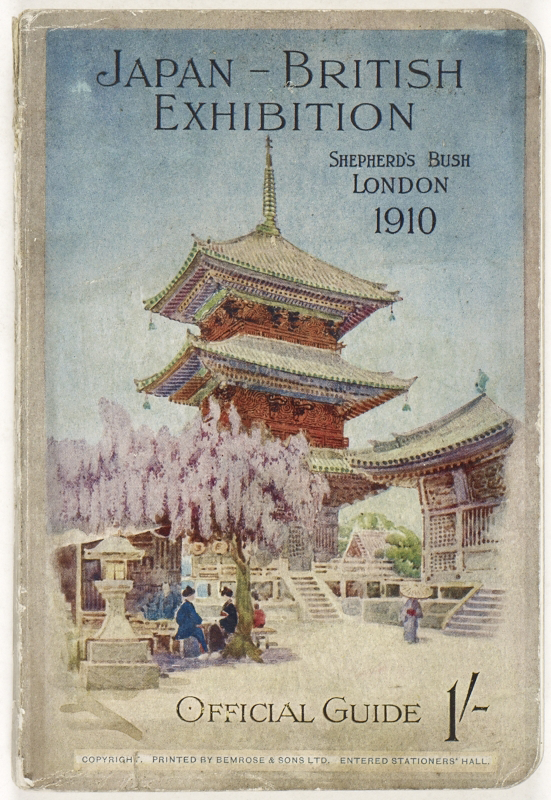
Une annonce pour l'Exposition japonais-britannique de 1910 qui visait à créer une plus grande conscience de la communauté japonaise au Royaume-Uni, ainsi que de la culture japonaise en général.

### Histoire et règlement
La première colonie a commencé à la fin du XIXe siècle avec l'arrivée de professionnels japonais, étudiants et leurs serviteurs. 264 citoyens du Japon ont résidé en Grande-Bretagne en 1884, dont la plupart ont été identifiés comme fonctionnaires et étudiants. L'emploi s'est diversifié au début des années 1900 avec la croissance de la communauté japonaise, qui a dépassé cinq cents personnes à la fin de la première décennie du XXe siècle.
Alors que les tensions se sont intensifiées entre le Japon et le Royaume-Uni dans la construction de la Seconde Guerre mondiale, certains Japonais ont quitté leur pays natal pour s'installer en Grande-Bretagne tandis que beaucoup d'autres sont retournés au Japon. Après l'attaque japonaise contre Pearl Harbor et l'assaut contre Hong Kong en décembre 1941, 114 hommes japonais, y compris des entrepreneurs expatriés et des marins marchands, ont été arrêtés comme des étrangers ennemis sur l'île de l'homme.
À l'époque de l'après-guerre, de nouvelles vagues d'immigration ont émergé dans les années 1960, principalement à des fins commerciales et économiques. Ces dernières décennies, ce nombre a augmenté, y compris les immigrants, les étudiants et les entrepreneurs. En 2014, le ministère des Affaires étrangères du Japon a estimé qu'il y avait 67.258 citoyens japonais résidant au Royaume-Uni[1] Pour les citoyens britanniques du patrimoine japonais, contrairement à d'autres communautés nikkei dans d'autres parties du monde, ces Britanniques ne partent pas conventionnellement à leurs communautés en termes généraux comme Issei, Nisei ou Sansei.

### Les étudiants
Les premiers étudiants japonais au Royaume-Uni sont arrivés au XIXe siècle, envoyés pour étudier à l'University College de Londres par les domaines Chōshū et Satsuma, puis le Bakufu (Shogunate). Plus tard, beaucoup ont étudié à l'Université de Cambridge et un petit nombre à l'Université d'Oxford jusqu'à la fin de l'ère Meiji. La raison pour les envoyer était de rattraper l'Ouest en modernisant le Japon. Depuis les années 80, les étudiants japonais au Royaume-Uni sont devenus communs grâce à un voyage aérien moins cher.

## Démographie
Certaines parties du Royaume-Uni, notamment Londres, ont des populations japonaises importantes comme Golders Green et East Finchley dans le nord de Londres. Derbyshire a une population japonaise significative en raison de son usine de Toyota, et est jumelée avec Toyota, Aichi. De même, Telford abrite de nombreuses entreprises japonaises.

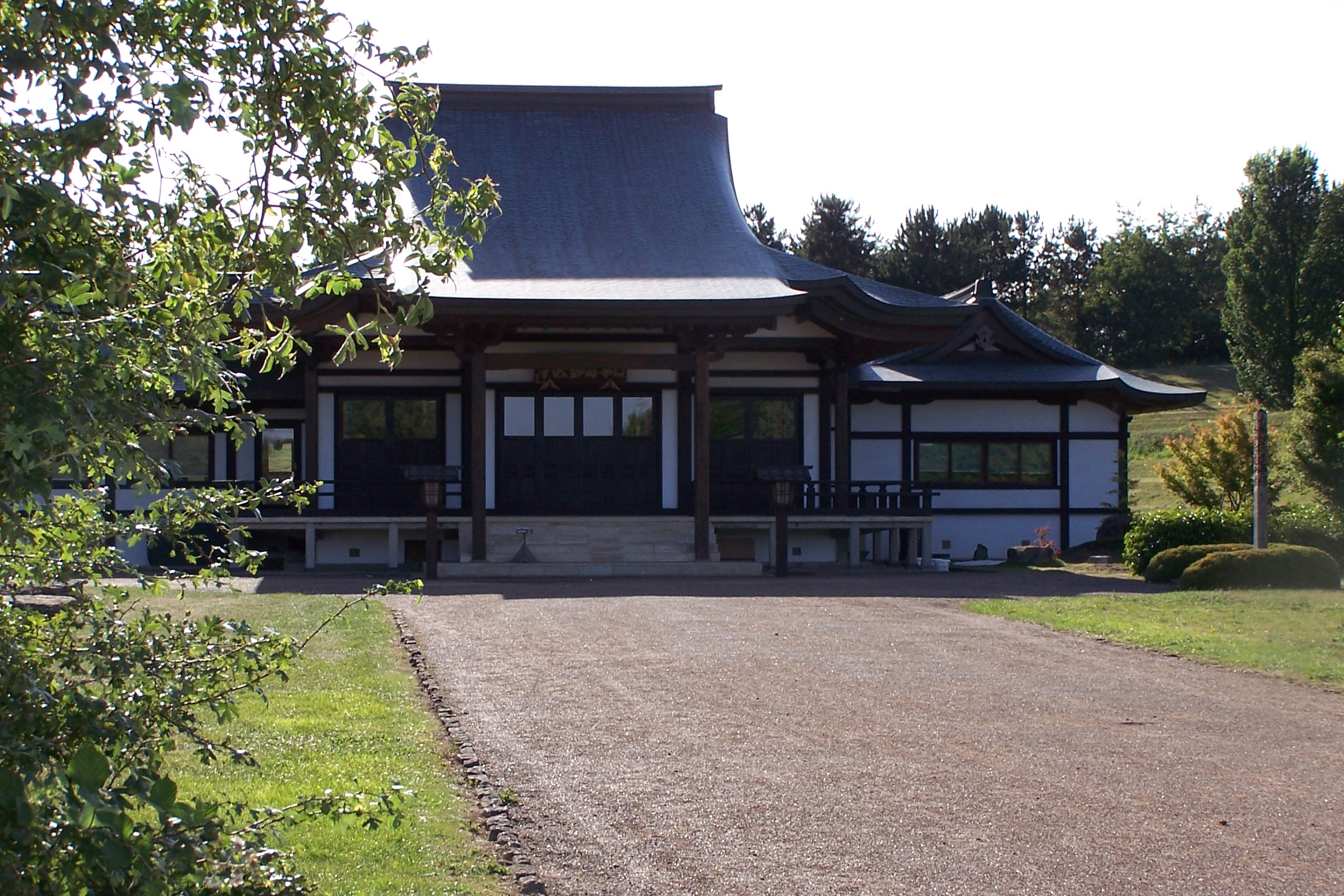
Le temple Nipponzan-Myôhōji à Milton Keynes.

Selon le recensement britannique de 2001, 37 535 personnes nées au Japon résidaient au Royaume-Uni, tandis que le ministère japonais des Affaires étrangères estime que 50,864 citoyens japonais appelaient le Royaume-Uni en 2002,. Au recensement de 2011, 35 313 personnes en Angleterre ont indiqué leur pays de naissance comme le Japon, 601 au Pays de Galles, 1.273 en Écosse et 144 en Irlande du Nord. 35 043 personnes vivant en Angleterre et au Pays de Galles ont choisi d'écrire en japonais en réponse à la question de l'ethnie, 1.245 en Écosse et 90 en Irlande du Nord,,. Le Bureau des statistiques nationales estime qu'en 2015, 43 000 personnes nées au Japon ont résidé au Royaume-Uni.
Le japonais est la langue principale du Japon, et le recensement de 2011 a révélé que 27 764 personnes en Angleterre et au Pays de Galles parlaient japonais comme leur langue principale, 27.305 d'entre eux seulement en Angleterre, et 17.050 seulement à Londres. Le 

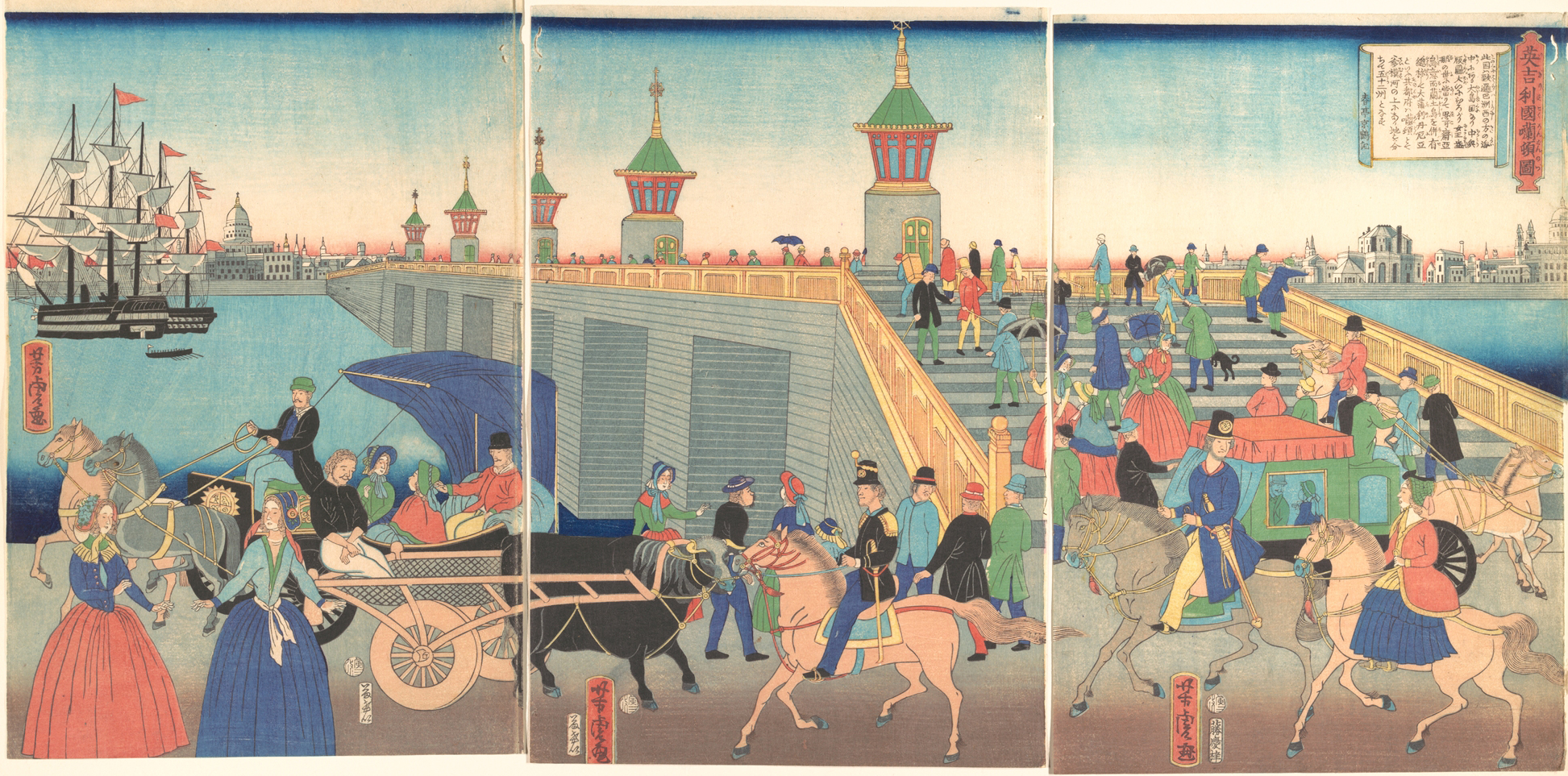
La peinture d'Utagawa Yoshitora de Londres montre sa vision imaginée de la façon dont la ville était au cours du XIXe siècle.

2011 Le recensement a également révélé que 83 personnes en Irlande du Nord parlaient japonais comme leur langue principale.

## Organisations
La société japonaise du Royaume-Uni et japonais au Royaume-Uni soutient des programmes culturels sur la culture japonaise.

## Individus remarquables
Voici une liste des notables britanniques du patrimoine japonais. Les personnes temporaires et les expatriés ne sont pas inclus et peuvent être trouvés dans la catégorie:Expatriés japonais au Royaume-Uni.

### Citoyens britanniques nés au Royaume-Uni d'ascendance japonaise
- Iain Duncan Smith, politicien, ancien secrétaire d'État au Travail et aux Pensions, ancien dirigeant du Parti conservateur, dont la grand-mère maternelle était une femme japonaise vivant en Chine[13]
- Miki Berenyi – chanteur, d’ascendance mixte hongroise et japonaise
- China Chow – actrice, d’ascendance mixte européenne et asiatique orientale
- MiChi (Michiko Sellars) – chanteur de danse pop au Japon
- Andrew Koji – acteur et artiste martial d’ascendance mixte anglaise et japonaise, connu par The Innocents and Warrior[14]
- Will Sharpe – acteur anglais mixte et japonais

### Résident japonais au Royaume-Uni
- Dame Mitsuko Uchida – pianiste
- Sir Kazuo Ishiguro – romancier, Prix Nobel de littérature 2017
- Haruka Abe - actrice
- Togo Igawa – acteur
- Haruka Kuroda – actrice
- Akiko Matsuura - batterie, chanteur leader du groupe Pre
- Eleanor Matsuura – actrice
- Kae Alexander - actrice
- Matt McCooey – acteur
- Kaoru Mfaume – producteur de divertissement
- Naoko Mori – actrice
- Sonoya Mizuno – actrice, connue par Ex Machina et La Land
- Rina Sawayama – chanteuse et modèle
- Diana Yukawa – violoniste
- Asami Zdrenka – ancien membre du groupe britannique Neon Jungle
- Sarah Bonito – chanteur leader du groupe sud de Londres Kero Kero Bonito
- Joji Hirota – batterie de Taiko
- Taka Hirose – bassiste, de la bande Feeder

### Autres
- Jun Tanaka – chef de télévision de Channel 4's Cooking
- Scott MacKenzie, joueur de fléchettes, né au Brésil pour le parentage mixte japonais et écossais
- Yoko Ono – artiste

## Éducation

### Écoles primaires et secondaires

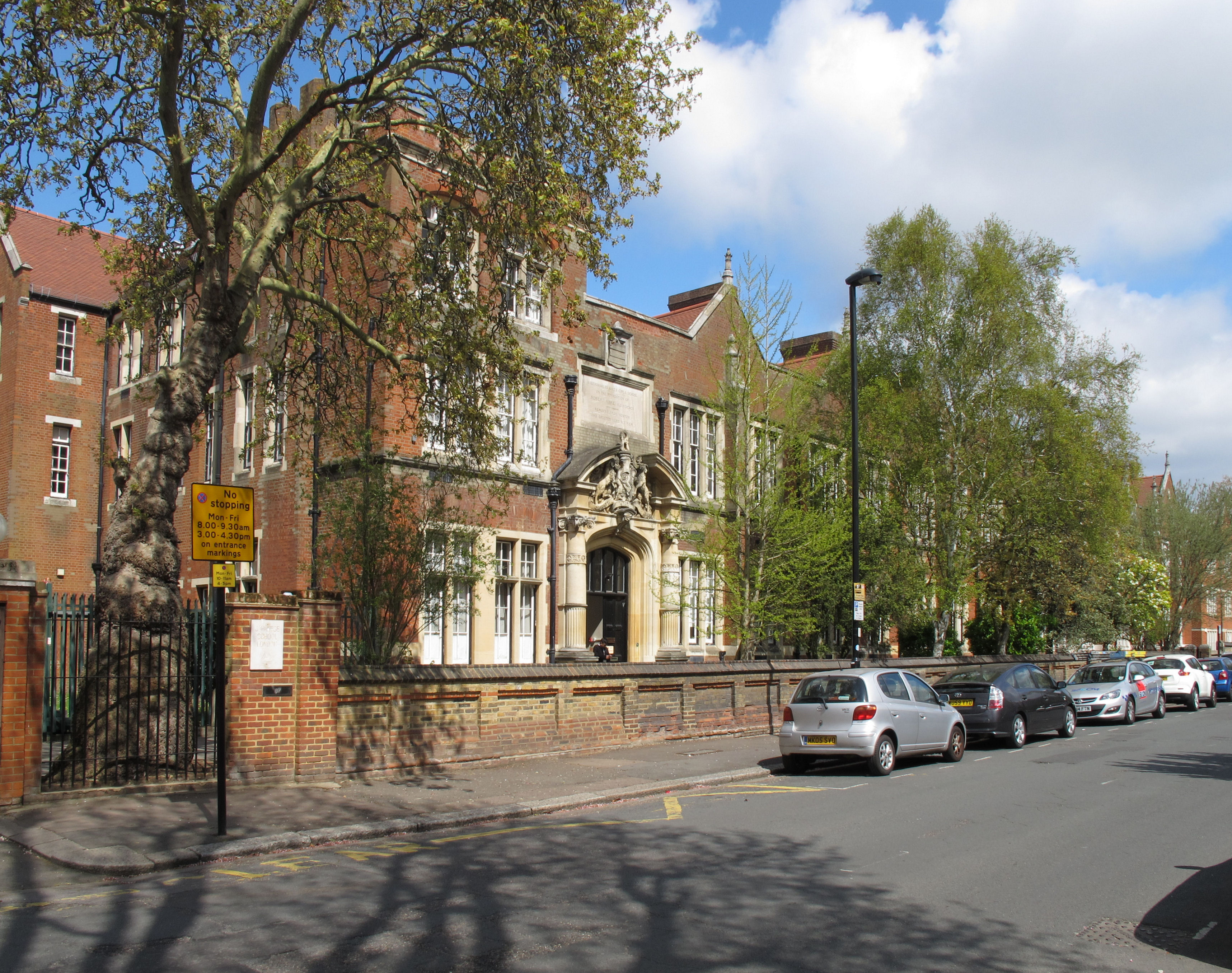
École japonaise à Londres.

De nombreuses écoles publiques et indépendantes au Royaume-Uni servent des enfants japonais. À partir de 2013, environ 10-20% des Japonais de l'âge scolaire au Royaume-Uni fréquentent des écoles internationales d'études japonaises à temps plein. Ces écoles comprennent l'école japonaise à Londres, et les internats Rikkyo School en Angleterre et Teikyo School au Royaume-Uni.
L'école Shi-Tennoji de Suffolk était en service depuis 1985 jusqu'à sa date de fermeture, le 17 juillet 2000. L'École Internationale Gyosei du Royaume-Uni à Milton Keynes a été fermée en 2002, après 15 ans de fonctionnement.

### Éducation post-secondaire
L'école Teikyo maintient l'Université Teikyo du Japon à Durham au Centre culturel Lafcadio Hearn à l'Université de Durham.
Un pensionnat à Winchester, Hampshire, le Winchester Shoei College à l'Université de Winchester (anciennement Shoei Centre au King Alfred's College), est affilié au Shoei Gakuin. Elle a ouvert ses portes en 1982,.
Le Gyosei International College, au Royaume-Uni, a ouvert ses portes en 1989 à Reading, dans le Berkshire, précédemment contrôlées par l'Université de lecture et son nom a ensuite changé au Witan International College. En 2004, l'Université de lecture a annoncé qu'il a pris le contrôle du collège Witan.

### Éducation complémentaire
Le ministère de l'Éducation, de la Culture, des Sports, de la Science et de la Technologie (MEXT) a huit écoles supplémentaires japonaises de samedi en fonctionnement. À partir de 2013, 2 392 enfants japonais à Canterbury, Cardiff, Derby, Édimbourg (l'école est à Livingston), Leeds, Londres, Manchester (l'école est à Lymm), Sunderland (l'école est à Oxclose), et Telford fréquentent ces écoles,.
- Derby Japanese School (ダービー日本人補習校, Dābī Nihonjin Hoshūkō?) - Morley, Erewash, Derbyshire[22]
- École de samedi japonais à Londres
- Japanese School in Wales (ウェールズ補習授業校, Wēruzu Hoshū Jugyō Kō?) - Cardiff
- Kent Japanese School (ケント日本語補習校, Kento Nihongo Hoshū Jugyō Kō?) - Located in Canterbury[23] - Its time of establishment is August 2005[24]
- Manchester Japanese School (マンチェスター日本人補習授業校, Manchesutā Nihonjin Hoshū Jugyō Kō?) - Lymm, Warrington, Cheshire[25]
- Yorkshire and Humberside Japanese School (ヨークシャーハンバーサイド日本語補習校, Yōkushā Hanbāsaido Nihongo Hoshūkō?) — Leeds[26]
- The Scotland Japanese School (スコットランド日本語補習授業校, Sukottorando Nihongo Hoshū Jugyō Kō)?) - Livingston (near Edinburgh), established in 1982[27]
- Telford Japanese School (テルフォード補習授業校, Terufōdo Hoshū Jugyō Kō?) - Stirchley, Telford[28]
- North East of England Japanese Saturday School (北東イングランド補習授業校, Hokutō Ingurando Hoshū Jugyō Kō?) - Oxclose, Tyne and Wear[29] (near Newcastle-upon-Tyne)